# Jezus buiten de abrahamitische religies
Aan Jezus worden buiten de abrahamitische religies verschillende betekenissen toegekend die afwijken van die van het jodendom, christendom of islam. In deze religieuze, levensbeschouwelijke of filosofische visies wordt hij gezien als een valse profeet, een grote verlichte meester, een spiritueel genezer of een gewoon persoon die pas na zijn dood een goddelijke status heeft gekregen.
Binnen de abrahamitische religies bestaan er wel overeenkomstige opvattingen omtrent de terugkomst van Jezus op de Dag des oordeels, maar geen enkele religie buiten het christendom erkent hem als zoon van God, een onderdeel van de christelijke triade.
Hieronder staat, alfabetisch gerangschikt, een overzicht van deze visies op Jezus.

## Antroposofie
De christologie neemt in de antroposofie een centrale plaats in.
De antroposofie ontstond in 1912. Rudolf Steiner was sinds 1902 voorzitter van de Duitse afdeling van de Theosofische Vereniging. In 1912 verliet Steiner de Theosofische Vereniging wegens een fundamentele onenigheid met het bestuur over hun plan om de toen nog jonge Jiddu Krishnamurti aan de wereld voor te stellen als de Messias, de teruggekeerde en gereïncarneerde Jezus als Christus, wat voor Steiner een absurditeit was. Volgens Rudolf Steiner was de fysieke incarnatie van Jezus aan het begin van onze tijdrekening een eenmalige en centrale gebeurtenis. Rudolf Steiner noemt dit de „Christus impuls“ en het „mysterie van Golgotha“.
Naast een groot aantal voordrachten over dit thema, werkte Rudolf Steiner, samen met een aantal theologen, ook een vernieuwing van de cultus uit. Deze beweging voor een liturgische vernieuwing is wereldwijd actief onder de naam Christengemeenschap.

## Atheïsme
Voor sommige atheïsten en deïsten was Jezus een gewoon mens, een van de vele Jezussen die er in die tijd in Israël rondliepen — een rondreizende joodse leraar die geen wonderen verrichtte en evenmin beweerde God te zijn. Zij herkennen zich meer in de historisch-kritisch benadering, waarin de bovennatuurlijke verhalen over Jezus beschouwd worden als mythische en symbolisch-literaire constructies achteraf.
Voor andere atheïsten en deïsten heeft Jezus als persoon nooit bestaan. Zij baseren zich hiervoor op het ontbreken van (geloofwaardige) historische teksten over Jezus (cf. Flavius Josephus en Christenvervolgingen). Want hoewel Jezus van Nazareth volgens de evangelies een bijzonder belangrijk en alom bekend publiek figuur moet geweest zijn, dient vastgesteld dat hij noch door de Romeinse administratie, noch in de geschriften van het sanhedrin vermeld wordt.

## Bahá'i
Het Bahá'i geloof ziet Jezus als een manifestatie van God. Er is één God en die heeft zichzelf via diverse historische boodschappers aan de mensheid geopenbaard. De Bahá'i's spreken van het concept van de "stapsgewijze openbaring", wat betekent dat de wil van God stapsgewijs aan de mensheid wordt geopenbaard, naarmate de mens groeit naar volwassenheid en beter in staat is om de bedoeling van God met het scheppen van de mens te begrijpen. Bij deze visie wordt het woord van God door een serie van boodschappers geopenbaard, waaronder Mozes, Jezus, Mohammed en Bahá'u'lláh (de stichter van het Bahá'i geloof). In het "Book of Certitude" claimt Bahá'u'lláh dat deze boodschappers een tweevoudige natuur hebben, een van God en een als individu, en dus kan de claim van goddelijkheid bij Jezus niet ontkend worden, omdat God via Jezus spreekt. Volgens de Bahá'i's is het zo, dat, omdat al de boodschappers deze goddelijke zijde hebben, zij symbolisch gelijk zijn, en zo bezien is Bahá'u'lláh eigenlijk de terugkeer van Jezus.

## Boeddhisme
De Theravada en Mahayana boeddhisten hebben geen traditionele visie over Jezus en voelen zich er over het algemeen minder bij betrokken. In het Tibetaans boeddhisme bestaat er wel een traditie met betrekking tot Jezus. Tegenwoordig is er echter meer contact tussen het boeddhisme en het christendom, en hebben diverse (christelijk-)boeddhistische schrijvers een poging gedaan het concept Jezus te duiden. Er zijn hierbij ook bijdragen geleverd door christenen die sympathiek staan tegenover het boeddhisme.
Door sommige Mahayana boeddhisten wordt Jezus een Bodhisattva genoemd: iemand die het als zijn taak ziet alle wezens verlossing te brengen. Specifiek worden er soms vergelijkingen getrokken tussen Jezus en Padmasambhava en Avalokiteshvara, de Bodhisattva van de Compassie. Anderen zien weer parallellen tussen Avalokiteshvara (die dan weer als man en dan weer als vrouw wordt beschreven) en de maagd Maria. Sommigen beschouwen Jezus ook wel als een Sotapanna.

## Gnostiek of gnosticisme
De gnostiek omvat een aantal uiteenlopende groeperingen die ontstaan zijn uit de confrontatie van het gnosticisme met het christendom. Door de verschillende gnostische stromingen werd Jezus gezien als de verlosser en brenger van gnosis. In gnostische tradities zoals het manicheïsme vervulde Jezus geen rol als verlosser, terwijl in andere juist verraders werden vereerd, zoals Kaïn en Judas. In enkele gevallen stapte men af van de oude godheid (zoals de sethianen) en ging men voortaan Jezus aanbidden.
In de vroegchristelijke stroming van de gnostiek is Jezus geen God maar een boodschapper, die de mens komt oproepen 'zichzelf te herinneren'. Gnostische en gnostiserende Geschriften, waaronder de zogenaamde Nag Hammadi-geschriften (teruggevonden in 1945) presenteren Jezus als iemand die een radicale breuk voorstond met het beeld van JHWH als een wreedaard. In deze teksten kan men lezen, dat de 'god van liefde' waarover Jezus sprak onmogelijk dezelfde zou kunnen zijn als de 'wraakzuchtige' en 'jaloerse' god uit het Oude Testament.

## Hindoeïsme
Het hindoeïsme is verdeeld over het onderwerp Jezus. Sommige hindoes zien in hem een gewoon mens, áls hij al bestaan heeft. Anderen zeggen dat hij een grote goeroe en/of yogi was. Sommigen speculeren dat Jezus India bezocht heeft en daar tijdens de jaren die in de Bijbel niet genoemd worden het hindoeïsme heeft bestudeerd. Sommige hindoes gaan zo ver te stellen dat Jezus een avatar (incarnatie van God op aarde) was, net als Shiva en Krishna. In de Tantra wordt Jezus beschouwd als een tantrische yogameester (met een goeroe uit Kasjmir).

## Mandaeërs
De mandaeërs zien Jezus als een valse profeet in vergelijking met Johannes de Doper.

## New Age
Heden ten dage zien veel New Agers Jezus als een onbegrepen goeroe die verlichting predikte.
In Het Urantiaboek wordt Jezus neergezet als de spirituele leider van dit specifieke deel van het universum waarin deze planeet zich bevindt. De titel 'Zoon van God' wordt in dit boek beschreven als een naam waar leiders van zogenaamde 'Plaatselijke Universa' krachtens de hemelse hiërarchie voor in aanmerking komen. Jezus zou zo iemand geweest zijn, reeds voor zijn geboorte op aarde en sinds zijn dood heeft hij deze functie weer aangenomen.